# MAME
MAME，全名 Multiple Arcade Machine Emulator（多重大型電玩模擬器）是一套設計給個人電腦使用的軟體應用程式，其目標在於盡可能的忠實且精確地模擬許多街機遊戲，宗旨在於保存遊戲的歷史，並防止古老的遊戲被遺失或遺忘。

## MAME 版本
MAME 主要是由C語言寫成的跨平台應用程式（從 0.137 版開始支援C++語言），有許多不同平台的衍生版本，官方只发布对应 Windows 平台的執行檔。開發目前是以 Windows 平台的命令列版本為主（在 0.37b14 版之前的開發是以 MS-DOS 平台為主，現已停止發佈），從 0.137 版開始提供 SDL 跨平臺函式庫的 SDLMAME 原始碼（不提供執行檔）；其他非官方的衍生版有加入 Windows 圖形使用介面的 MAMEUI，以及 Unix-like 系統的 XMAME、Mac OS X 系統的 MacMAME。
根據 MAME 官方網站描述，第一個公眾 MAME 版本 (0.1) 是在1997年2月5日，由義大利程式設計師 Nicola Salmoria 發佈。目前 MAME 發展至今已超過十年，官方為了紀念十周年這個里程碑，選在2007年2月5日的十週年生日推出新版本 (0.112) 以茲紀念。一直以來，除了 MAME 官方開發團隊致力於程式開發之外，尚有數百名來自全世界的非官方程式設計師參與編寫，目前此開發專案由官方開發團隊核心成員 Angelo Salese負責管理與發佈。

### 中間更新
MAME 除了正式發行的版本之外，在開發團隊官方網站尚有階段性的發佈中間更新，這是介於現時官方正式版和未來正式版之間的最新更新。中間更新是以原始碼差異部分的補綴文件形式發佈，並未提供可執行的檔案，使用者必須自行編譯成執行檔才能使用，或是使用同版號的MAME衍生版本。

## MAME 宣告

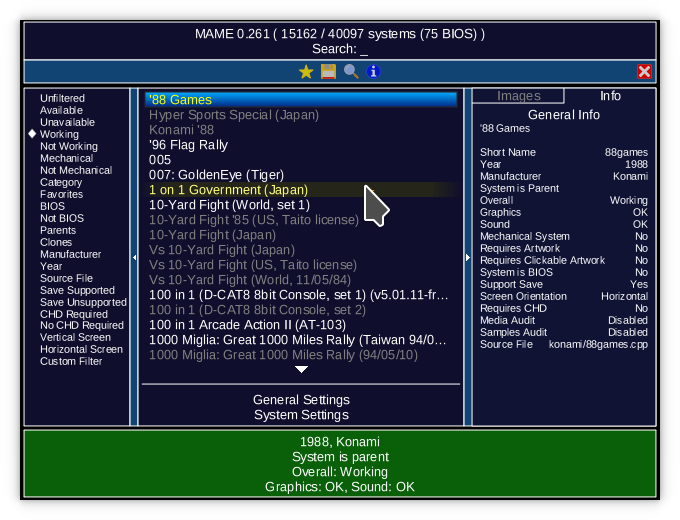
mame Version 0.261

MAME 是一套模擬器：或多或少忠實的重現了部分業務機台的性能，但是沒有軟體的硬體是毫無用處的，所以必須要有 ROM 映像檔配合執行，這種 ROM 檔跟其它任何一種商業軟體一樣都具有版權，因此如果您並不擁有原始機台而去使用它們，乃是違法的行為。不言而喻，這些 ROM 檔不能連同 MAME 一起散佈，將 MAME 和 ROM 映像檔一起散佈的行為已經違反了著作權法，應該盡速向這些作者回報，以便採取適當的法律措施。

### 軟體費用
MAME 是免費的，其原始碼也是免費的，但在2016年3月更改授權許可前不允許銷售。

### 軟體授權
MAME 是公開原始碼的免費軟體（Freeware），雖然使用其軟體及原始碼完全免費，也可以重新分配，但卻不允許銷售，也不允許製成商業產品或是用於商業活動，故不能歸類為標準的開放原始碼（Open source）或自由軟體（Free software），因為在某些授權條例上是有所牴觸的，所有授權規範一切依照官方制定的 MAME 授權協議 （页面存档备份，存于）為準則。按照理查德·斯托曼的说法，MAME是准自由软件(Semi-free Software)。
不過在特定情況下，無論是修改或是未修改過，且「再次散佈的情形下不得被販售，或者是被用於商業產品及活動」，MAME 即能以原始碼或是執行檔的形式再次散佈。但另外修改過的再次散佈版（衍生版本）必須包含完整的對應原始碼（類似 Copyleft）。參考 MAME 授權協議 （页面存档备份，存于）。
MAME已於2015年5月開始更改其授權許可，至2016年3月止已改爲使用BSD license和GNU GPL v2+，成爲真正的自由軟體。

## 工作原理
MAME 由多個元件組成，包含：中央處理器模擬器，用以模擬各種街機中的 CPU 裝置；輸入系統模擬，用以模擬各種街機輸入設備，例如按鈕、搖桿、光線槍和其他控制器的輸入系統；街機顯示和聲音的模擬器。MAME 唯一不包含的是 ROM 映像，也就是原始街機遊戲中的軟體。在 MAME 運行時，就如同多年前的原本遊戲在運行，只不過是在不同的設備上，以模擬原始設備的方式運行罷了。

## ROM 的定義
在大多數的街機中，遊戲資料（包含了執行的程式、圖形及音效等）都是儲存於遊戲機板上的唯讀記憶體（Read-Only Memory）晶片裡（因此這些資料被簡稱為 ROM），當然也有採用其他儲存媒介的，像是卡匣、磁片、硬碟、光碟、鐳射光碟等。將儲存於其中的遊戲資料讀出後儲存成為一般電腦使用的檔案格式，這個過程稱為轉儲或吸出（dumping）。因為大多數遊戲資料都是儲存於唯讀記憶體，漸漸地不管這些檔案原先是被儲存於怎樣的媒介，吸出後的檔案都通稱為 ROM 映像檔或 ROM。
在要執行某一特定的遊戲時，MAME 就需要這些吸出自原始街機的整組檔案，這一整組的檔案稱之為「ROM 集合」，但是礙於法規 MAME 不會自帶這些檔案。

### ROM 存放形式
1. 一般的 ROM 集合。將一個遊戲中所包含的全部吸出資料後，以壓縮方式存放於一個內定名稱的 ZIP 格式壓縮檔（也可以未壓縮方式存放於同名的資料夾）。
2. CHD 的 ROM 集合。只針對遊戲中包含硬碟、光碟的大型儲存媒介，將單一媒介中的資料吸出為映像檔後，再壓縮為單一 CHD（Compressed Hunks of Data）格式的壓縮檔。

### ROM 集合類型
1. 原作版遊戲 ROM 集合，又稱之為主版本。這些 ROM 檔包含供遊戲執行所需要的所有資料，但不包含 BIOS 檔案。
MAME 開發團隊會訂定每種遊戲的原作版，通常都是挑選最新的版本當成原作版，如果有多種區域版本的話，則通常挑選世界版或是美國版。
2. 仿製版遊戲 ROM 集合，又稱之為子版本。與原作版本有差異的版本，或是變體版（例如 Street Fighter II Turbo 為 Street Fighter II Champion Edition 的變體版）。包含有：替換版 (alternate)、盜版 (bootleg)、駭客版 (hack)、解密版 (decrypted)、衍生版 (derivative)、開發版 (prototype)、複製版、相容版、授權版、變體版、新舊版、各種區域版、各種語言版等。
通常會被歸類為仿製版和原作版此兩者相依性關係的遊戲，主要原因在於這些遊戲的 ROM 結構有雷同的內容，所以便將其中之一個歸類為該另一個遊戲的子版本。仿製版的遊戲一定會有一個原作版，原作版遊戲卻不一定帶有仿製版、而有些原作版遊戲還帶有一個以上的仿製版。
3. BIOS 的 ROM 集合，這是通用於標準化的街機系統（例如 NeoGeo），主要用於啟動硬體，然後交由遊戲軟體接管系統。

### ROM 取得管道
1. 如果擁有實際的街機遊戲基版及 EPROM 吸出工具，可自行讀出這些 ROM 檔案。
2. 部分像是 Capcom 及 Atari 公司提供自家已淘汰的老舊街機遊戲 ROM 販賣服務，採個別販售或是包含於其他產品中。
3. 還有一些 ROM 集合因為遊戲的版權持有人開放了在非商業行為下的自由散佈權利，這些集合可以在 MAME 網站 （页面存档备份，存于）上取得（例如 Robby Roto）。

## 外部連結

### 官方網站
- MAME 開發團隊官方網站 （页面存档备份，存于） - 提供 Windows 命令列版本和中間更新
- SDLMAME 官方原始碼 （页面存档备份，存于） - 官方提供的 SDLMAME 原始碼，採用 SDL 跨平臺多媒體函式庫
- MAME 開發團隊維基網站 （页面存档备份，存于） - 提供給開發人員各種相關資訊

### 衍生版本
- MAMEUI 官方網站 （页面存档备份，存于） - Windows 圖形使用介面的官方授權改版
- MAME Plus! - Windows 圖形使用介面的多國語言版本
- XMAME （页面存档备份，存于） - Unix-like 版本
- MacMAME  - Mac OS（麥金塔）版本
- BeMAME  （页面存档备份，存于） - BeOS 版本
- MAME/MESS for Mac OS X - 64-bit Intel （页面存档备份，存于） - macOS版本

### 相關資料
- Mame History.dat （页面存档备份，存于） - 記錄各個遊戲的歷史資料
- Mameinfo.dat （页面存档备份，存于） - 記錄各個驅動的模擬進度
- MAME 遊戲的非官方譯名对照：Za-Zz

## 引用資料
1. ↑  . 2025年1月31日  [2025年2月25日].
2. ↑  .   [2011-06-26]. （原始内容存档于2013-02-20）.
3. ↑  . Mamedev.org. 2011-04-05  [2011-04-11]. （原始内容存档于2018-10-05）.